# Psamminida
Psamminida es un orden de xenofioforos (clase Xenophyophorea o filo Xenophyophora). Su rango cronoestratigráfico abarca el Holoceno.

## Clasificación
Psamminida incluye a las siguientes familias:
- Familia Cerelasmidae
- Familia Psammettidae
- Familia Psamminidae
- Familia Syringamminidae